# Гивенс, Рэнди
Бернадетт Дженелл (Рэнди) Гивенс (англ. Bernadette Jenelle "Randy" Givens; род. 27 марта 1962, Алегзандрия, Луизиана) — американская легкоатлетка, специалистка по бегу на короткие дистанции. Выступала за сборную США по лёгкой атлетике в 1980-х годах, чемпионка Игр доброй воли, победительница Панамериканских игр и Всемирной Универсиады, участница летних Олимпийских игр в Лос-Анджелесе.

## Биография
Рэнди Гивенс родилась 27 марта 1962 года в городе Алегзандрия, штат Луизиана. Детство провела в Амитивилле, штат Нью-Йорк, училась в местной старшей школе Amityville Memorial High School.
Занималась лёгкой атлетикой во время учёбы в Университете штата Флорида, с 1980 года состояла в университетской команде Florida State Seminoles, с которой успешно выступала на крупнейших студенческих соревнованиях в США, в частности неоднократно выигрывала чемпионат первого дивизиона Национальной ассоциации студенческого спорта (NCAA): в беге на 100 и 200 метров, эстафетах 4 × 100 и 4 × 400 метров.
Будучи студенткой, в 1983 году представляла США на Всемирной Универсиаде в Эдмонтоне, где одержала победу в дисциплине 200 метров и эстафете 4 × 100 метров, тогда как в дисциплине 100 метров выиграла серебряную медаль. Позднее в составе американской национальной сборной стартовала на впервые проводившемся чемпионате мира по лёгкой атлетике в Хельсинки — на дистанции 200 метров дошла до стадии полуфиналов, тогда как в программе эстафеты 4 × 100 метров не смогла преодолеть предварительный квалификационный этап. Помимо этого, отметилась выступлением на Панамериканских играх в Каракасе, завоевав золотые награды в беге на 200 метров и в эстафете 4 × 100 метров.
В 1984 году на национальном олимпийском отборочном турнире в Лос-Анджелесе финишировала третьей в беге на 200 метров и тем самым удостоилась права защищать честь страны на домашних летних Олимпийских играх в Лос-Анджелесе — здесь в финале дисциплины 200 метров с результатом 22.36 пришла к финишу шестой.
В 1986 году принимала участие в Играх доброй воли в Москве, заняла пятое место на дистанции 200 метров и вместе с соотечественницами выиграла эстафету 4 × 100 метров.
В 1987 году в беге на 200 метров стала серебряной призёркой на домашних Панамериканских играх в Индианаполисе, уступив только соотечественнице Гвен Торренс.
За выдающиеся спортивные достижения в 1989 году была введена в Зал славы лёгкой атлетики Университета штата Флорида.